# Papá Puerco
Papá Puerco (Hogfather en inglés) es la vigésima novela de la serie de Mundodisco del autor Terry Pratchett, editada en España por Plaza & Janes.
Es la cuarta entrega de la saga de La Muerte, continuando la novela de Soul Music en el que reaparece como protagonista Susan (la nieta de La Muerte), Albert y el archicanciller de la universidad Invisible entre otros.
En este libro se hace una inteligente sátira de los personajes ficticios que ha creado la humanidad para su propio beneficio, como pueden ser Papá Noel, el Hada de los dientes (la versión anglosajona del Ratoncito Pérez) o la propia Muerte. El autor refleja la verdadera importancia y necesidad de la creación de los mismos a través de muchas metáforas que emplea.
El libro cuenta la historia de Papá Puerco o Padre Cerdo, equivalente a Papá Noel, quien realmente es la personificación actual en el mundodisco de la deidad de los antiguos ritos de transición del invierno al verano, que si no se llevan a cabo durante la noche de la vigilia de los puercos llevarán una catátrofe al mundo: El sol no volverá a salir. 
Los Auditores de la realidad (los mismos que en la novela El segador lograron que la Muerte fuese despedido), anhelan del control de todo en el universo y para lograrlo, han encontrado a un asesino loco a tal punto, que ha encontrado un método para «asesinar» al Padre Cerdo.
Ahora, sin otra salida, La Muerte debe tomar su lugar por esta noche para que el sol salga y la fe de la gente no se pierda, ya que con ello, la muerte del Padre Puerco sería definitiva.
Por otro lado, toda la fe que sustentaba la existencia del Padre Cerdo ha quedado libre, creando personificaciones de hechos naturales menores y creencias absurdas como el "Nomo de las Verrugas», el «Monstruo Come-calcetines», el «Pájaro Roba-lápices», el «Hada de la Felicidad» y en Ankh-Morpork (obviamente) el «Oh Dios de las resacas». Trayendo esto algunos problemas para el Archicanciller y el plantel académico de la Universidad Invisible, y en especial para Susan, quien deberá investigar y tratar de solucionar todos estos problemas antes del amanecer.
- Datos: Q925723